# Vestingwerken van 's-Hertogenbosch

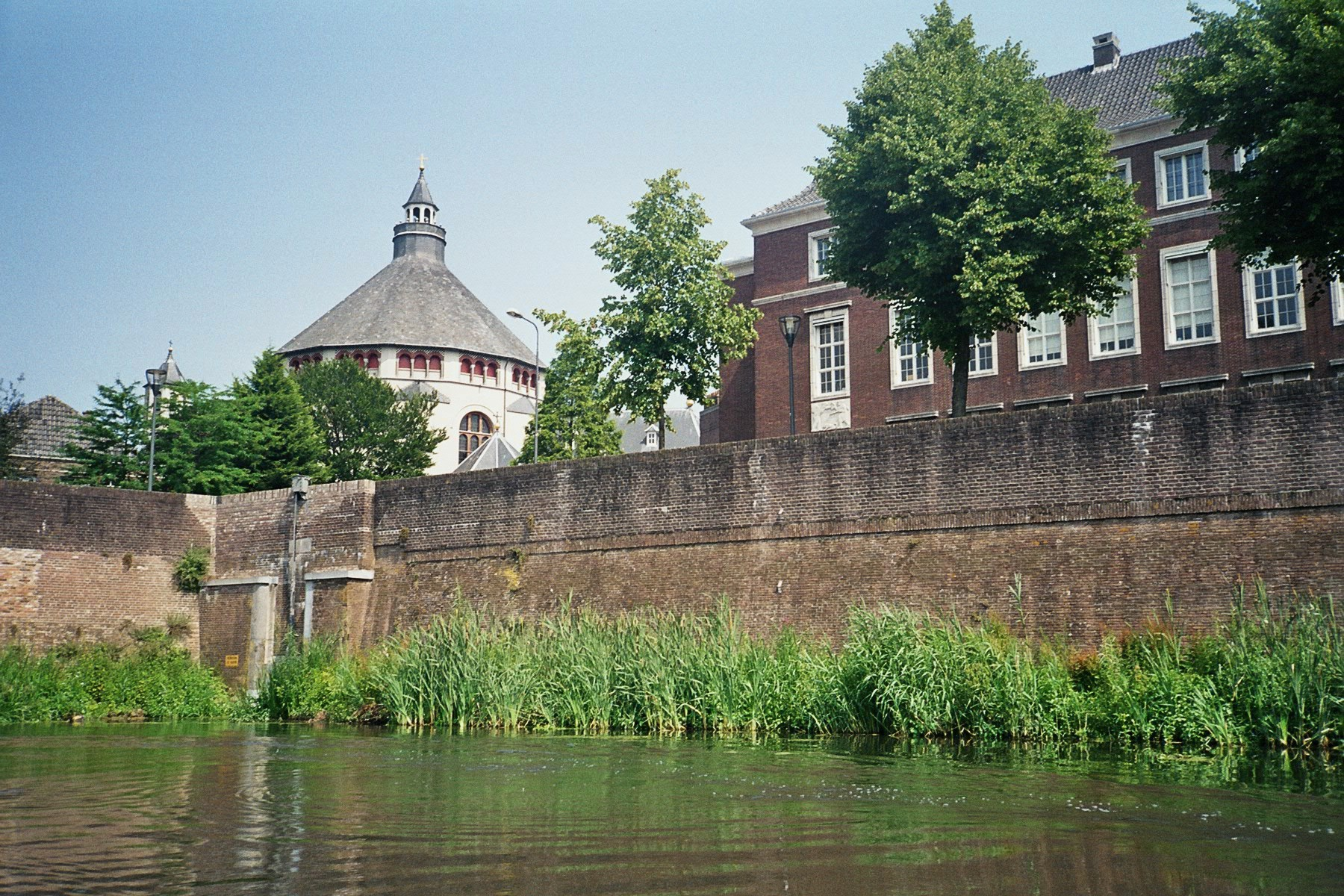
Vestingmuur

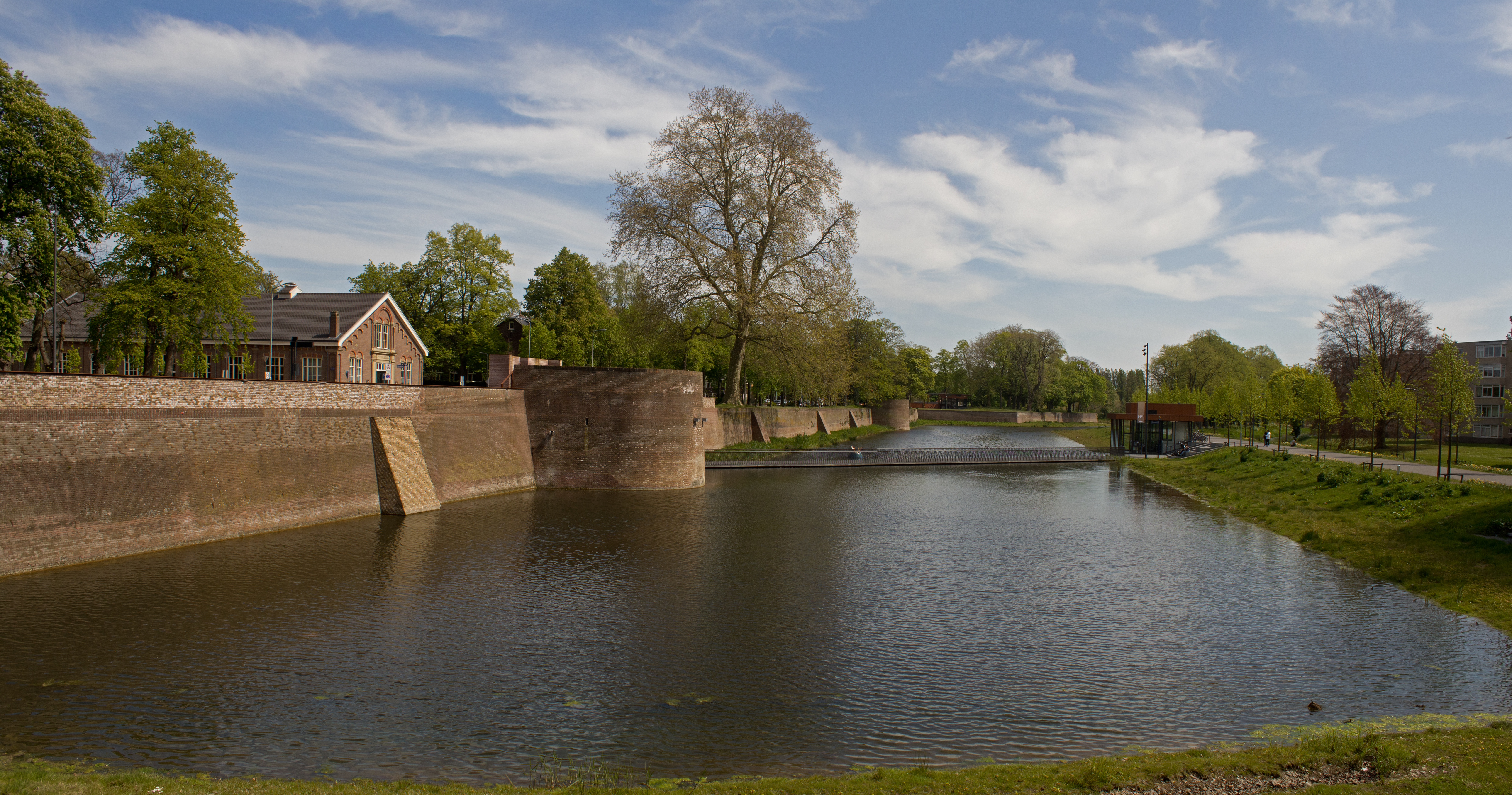
Vestingwerken van 's-Hertogenbosch

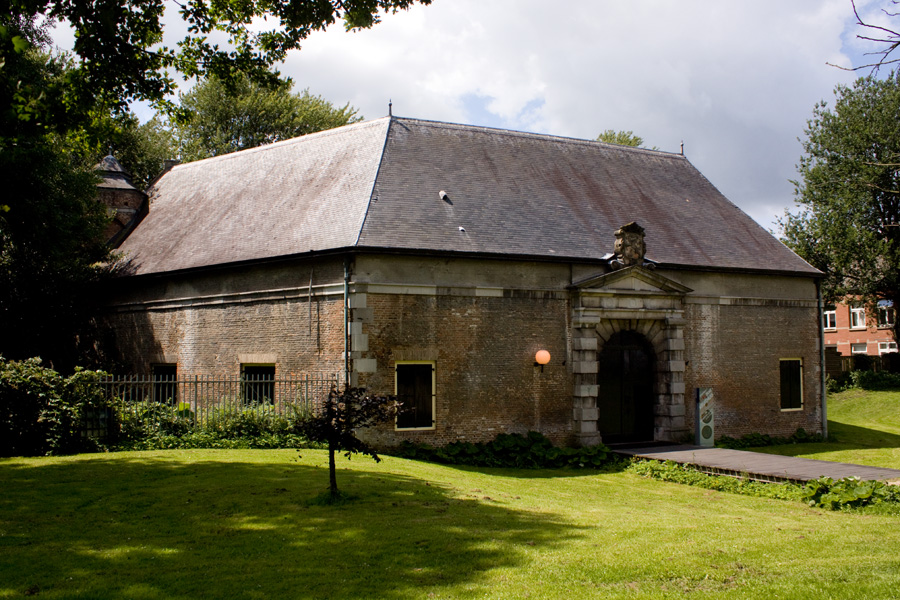
Het Bossche Kruithuis

De Vestingwerken van 's-Hertogenbosch zijn een reeks van versterkingen van de stad die vanaf de twaalfde eeuw tot aan het eind van de negentiende eeuw dienst hebben gedaan. De meeste vestingwerken zijn na 1874 afgebroken nadat het wetsvoorstel van August Willem Philip Weitzel werd aangenomen. Door de Vestingwet mochten steden als 's-Hertogenbosch de vestingwerken afbreken. De stad was hier in 1890 mee klaar.

## Eerste ommuring
De eerste ommuring werd gebouwd kort nadat de stad stadsrechten heeft gekregen. Om de donk in het centrum van de stad werd de eerste muur gebouwd. Deze donk zou later de Markt worden. De eerste ommuring had vijf stadspoorten. Drie van deze poorten zijn vernoemd naar de voornaamste steden van het Hertogdom Brabant, de Antwerpse Poort, de Leuvense Poort en de Brusselse Poort. Naast deze poorten waren er twee waterpoorten, de Waterpoort aan de Herman Moerkerkplein en de Waterpoort aan het Sint-Geertruikerkhof.
De donk was een heuvel van dekzand. Het zand werd in tijden dat de Noordzee droog stond het land in geblazen. Verschillende donken zijn toen ontstaan, waaronder de Markt. De Markt ligt daarom enkele meters hoger dan de directe omgeving. Deze donk vormde een stevige basis voor het gewicht van het zware bouwwerk. Langs de donk stroomden verschillende waterlopen, die afkomstig waren van de Aa, de Dieze en de Dommel. Doordat de eerste ommuring hierlangs werd gebouwd, gingen de waterstromen de stadsgracht vormen.
De eerste ommuring bestond uit een metselwerk van baksteen en tufsteen. De ommuring werd ondersteund door grondbogen en poeren. Boven op de muur waren kantelen aangebracht. De hoogte van de ommuring was ongeveer 7,5 meter hoog, gerekend vanaf het dertiende-eeuwse maaiveld. De ommuring was voltooid in 1225 en is daarmee een van de oudste gemetselde vestingwerken in Nederland.
De muur is echter in grote delen afgebroken. Op verschillende plaatsen is wel aangegeven waar de muur heeft gestaan.

### Antwerpse Poort
De Antwerpse Poort is de oudste poort van de poorten van de eerste ommuring. De poort had twee hoefijzervormige torens. De bogen wezen naar buiten toe. De breedte van de doorgang was slechts vier meter. De poort is vernoemd naar de stad Antwerpen die door de Hertog van Brabant verplicht was om mee te betalen aan de bouw van de eerste ommuring.
Deze poort was gebouwd aan de zuidwestzijde van de ommuring, waar tegenwoordig de Schapenmarkt is, het plein tussen de Markt en de Vughterstraat. De poort is in de veertiende eeuw afgebroken. Waar de poort heeft gestaan, is in de bestrating aangegeven.

### Brusselse Poort
De Brusselse Poort stond in de huidige Orthenstraat nabij het Sint-Geertruikerkhof. Ook hier is in het plaveisel aangegeven waar deze poort heeft gestaan. Deze poort is op kosten van Brussel betaald.
De poort bestond uit twee verdiepingen met twee flankerende hoefijzervormige torens. De poort beschikte over een voorpoort. Aanwijzingen daarvan zijn in een archeologisch onderzoek in 1983 aangetroffen.
De poort is kort na 1800 gesloopt.

### Leuvense Poort

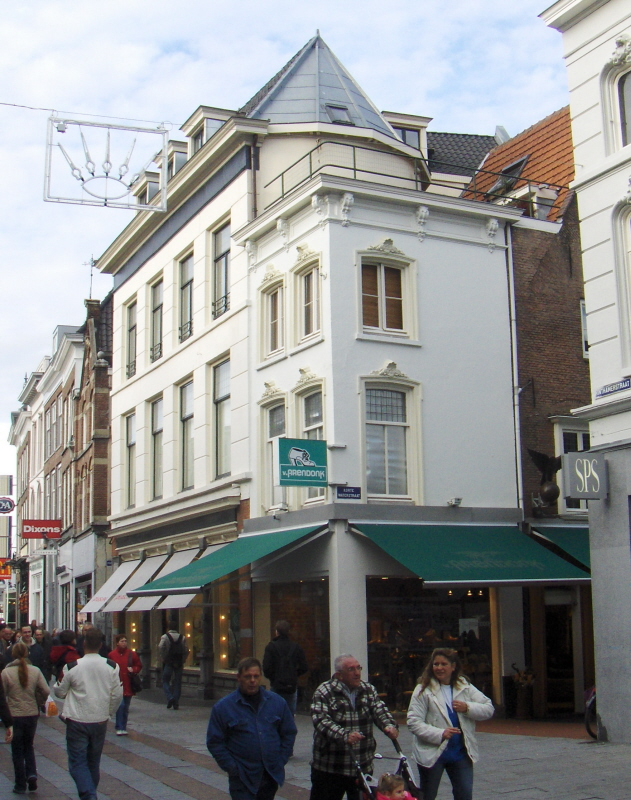
Noordelijke toren van de Leuvense Poort

De Leuvense Poort is betaald door de stad Leuven in opdracht van de Hertog van Brabant. De poort stamt uit de eerste kwart van de dertiende eeuw. Een deel van de poort is nog terug te vinden in de gebouwen in de huidige Hinthamerstraat. Verder zijn de contouren van de poort ook terug te vinden in het plaveisel.

### Waterpoort (zuidelijk)
De eerste ommuring kende twee waterpoorten. De zuidelijke Waterpoort bestaat nog steeds en is terug te vinden op het terrein van het Groot Ziekengasthuis. De poort werd gebouwd boven een stroom van de Dieze.

### Waterpoort (noordelijk)
Vlak bij de Brusselse poort in het Sint-Geertruikerkhof stond de noordelijke waterpoort, die boven een stroom van de Dieze werd gebouwd. Hier is niks meer van terug te vinden.

## Tweede ommuring
Reeds in 1318 had Jan III van Brabant 's-Hertogenbosch toestemming gegeven om haar vestingwerken uit te breiden. Hierdoor zouden de bewoonde gebieden die buiten de eerste muur lagen veilig binnen de muur liggen. De stad mocht een hogere belasting gaan heffen, om de kosten te dekken. Later, in 1338, werd door de Hertog van Brabant de gehele Meierij van 's-Hertogenbosch verplicht om de stadsuitbreiding van de stad te financieren.
Door de bouw van de tweede ommuring, kreeg de stad acht nieuwe poorten, terwijl de drie poorten van de eerste ommuring hun functie verloren. De Antwerpse Poort werd gesloopt, terwijl de Leuvense Poort en de Brusselse Poort een andere bestemming kregen.
De acht nieuwe poorten waren de Baseldonkpoort, de Boompoort, de Koepoort, de Molensteegpoort, de Orthense Poort, de Pijnappelsche Poort, Sint-Jans Poort en de Vughter Poort.
Bij een stadsuitbreiding rond 1540 is er op het huidige Hinthamerbolwerk een poort gebouwd, de Hinthamer Poort. Bij deze poort stroomde ook de Aa. Over de Aa werd ook een vermelding gemaakt van een brug bij de poort, de voorloper van de Pastoor Bartenbrug.

## Bastions
Tijdens het Twaalfjarig Bestand worden om de stad verschillende bastions gebouwd. Dit gebeurt onder leiding van Anthonie Schets (Graaf van Grobbendonck). In totaal werden negen bastions aangelegd. Drie daarvan (Bastion Vught, Bastion Baselaar en Bastion Sint-Anthonie) zijn bewaard gebleven. Er zijn ook nog twee andere bastions bewaard gebleven. Bastion Oranje werd pas in 1634 gebouwd, dus na het Beleg van 's-Hertogenbosch, in opdracht van Frederik Hendrik van Oranje. De andere is de Citadel. Ook deze is pas na het Beleg gebouwd en kwam op de plek waar eerst Bastion Orthenpoort was gesitueerd.
Voor de negen bastions werden nog verschillende verdedigingwerken gebouwd, zoals ravelijnen en lunetten. Deze zijn na 1874 verloren gegaan door de stadsuitbreidingen. De muren en de daarachter opgeworpen aarden wallen bleven na 1874 gehandhaafd, maar moesten worden geslecht op 7 meter boven Amsterdams Peil. Dat wil zeggen, dat ze ongeveer 4,50 meter boven de grachten uit mochten steken. De originele wallen waren oorspronkelijk 4 meter hoger. De grond die werd afgegraven werd gebruikt om de wallen te verbreden.
De bastions die werden gebouwd waren Bastion Baselaar, Bastion Deuteren, Bastion Grobbendonck, Hinthamerbolwerk, Muntelbolwerk, Bastion Orthenpoort, Bastion Sint-Anthonie, Bastion Sint-Marie en Bastion Vught.

## Lunetten

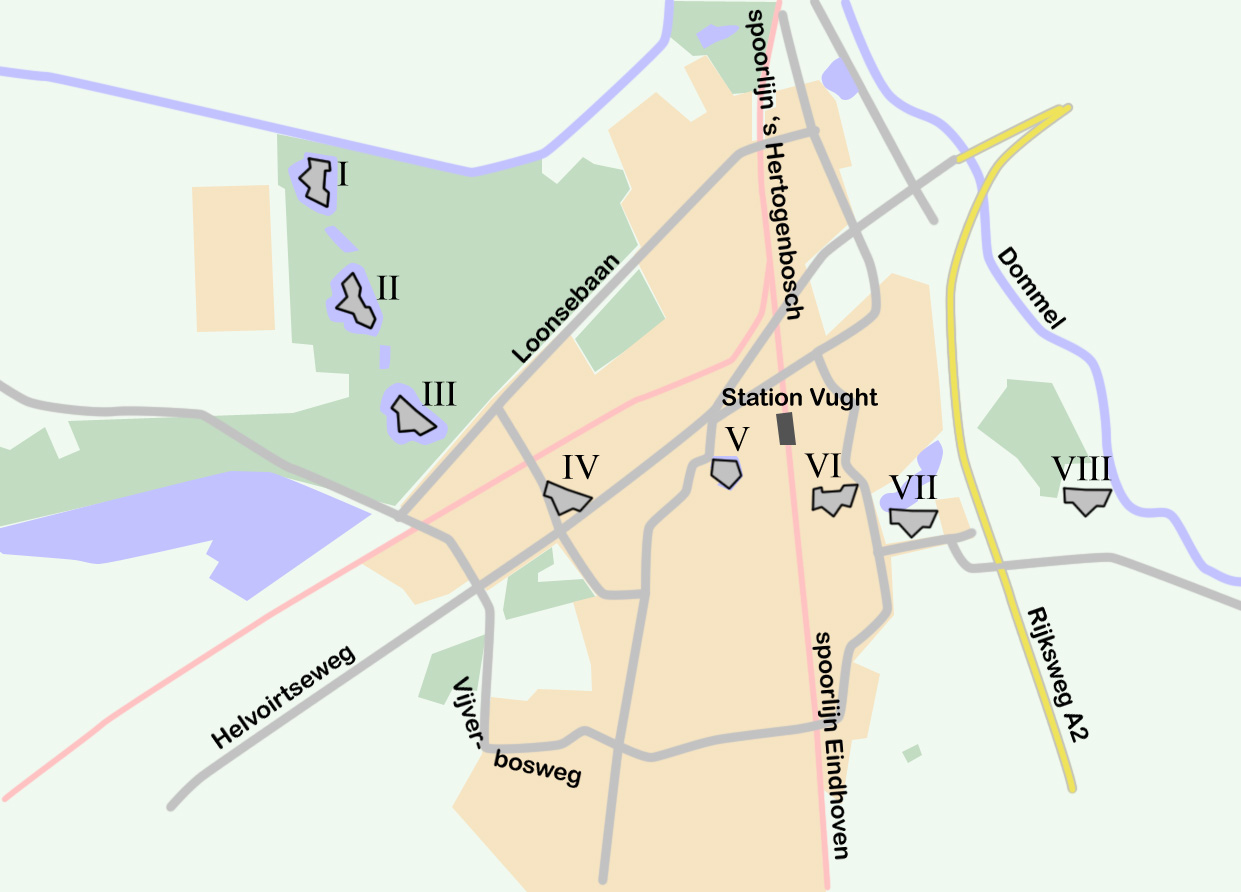
De Vughtse lunetten in kaart gebracht.

Tijdens de Belgische Revolutie waarbij België onafhankelijk werd van het Verenigd Koninkrijk der Nederlanden, werden op de lijn Cromvoirt - Helvoirt - Esch een aantal voorwerken gebouwd. Na de onafhankelijkheid van België zijn deze vervangen door de lunetten in Vught. Er zijn er acht gegraven en gebouwd.

## Kaart
Hieronder een kaart van de eerste ommuring, tweede ommuring en uitbreidingen met de verschillende poorten, waltorens en bastions.